# 다치카와 단층

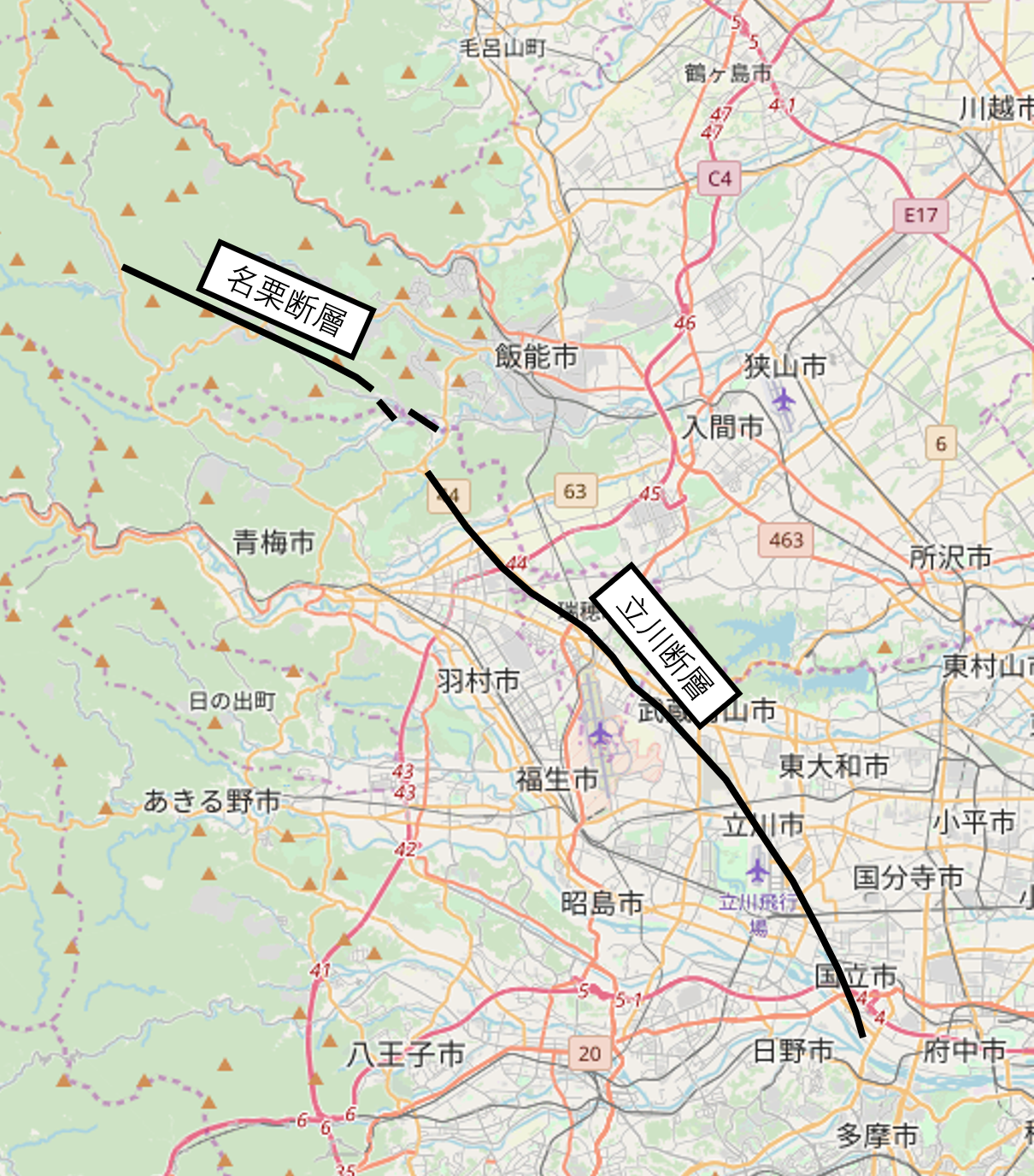
다치카와 단층군의 지도. 좌상단에서 우하단으로 뻗어 있는 긴 단층이 다치카와 단층이며 좌상단 쪽에서 위로 이어지는 단층이 나구리 단층이다. 둘이 합쳐져서 다치카와 단층군을 이룬다.

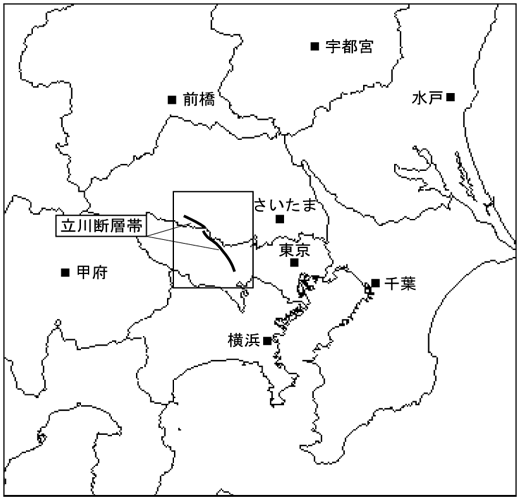
다치카와 단층의 위치.

다치카와 단층(일본어: 立川断層 たちかわだんそう[*])은 일본 간토 지방에 있는 활성단층이다. 단층이 있는 일본 도쿄도 다치카와시의 이름을 따서 지어졌다. 도쿄도 내에 있는 유일한 거대 활단층으로 도쿄 배드타운 바로 아래를 지나가며 일본 내의 활성단층 중 지진 발생 확률이 상대적으로 높은 편인 "A급 위험도"에 속해 있는 단층이다.
다치카와 단층 북쪽 끝에는 나구리 단층이 있으며, 사실상 나구리 단층은 다치카와 단층의 일부로 여겨지고 있다. 나구리 단층과 다치카와 단층은 한데 이어져 총 길이 33km의 "다치카와 단층군"을 이루고 있다. 일본 사이타마현 한노시에서 오메시, 다치카와시를 지나 도쿄도 후추시까지 이어지는 것으로 추정된다. 하지만 일본 문부과학성에서는 다치카와 시내에 단층이 지나갈 가능성이 낮다고 간주하고 있다. 2015년 단층 조사 결과 미즈호정 구 하코네가사키촌 지역 12km 지역에선 단층이 다치카와시 시내를 지나지 않음이 드러나 단층 이름을 하코네가사키 단층으로 바꾸자는 의견도 나오고 있다.
평균 1천년에 0.36m를 이동하며 이동 방향은 지형 조사에서 "동북 방향으로 상대적으로 융기"하고 있단 설이 있으며, 중력 조사에서는 "동북 방향으로 침강"하고 있다고 하며, 단층면 및 암벽 조사에서는 "동북 방향으로 융기, 좌향 역단층"이라고 하는 등 매우 다양한 설이 존재한다.

## 지진 발생 확률
2020년 기준 일본 지진조사연구추진본부는 간토 지방의 활단층 중 다치카와 단층-나구리 단층을 하나로 묶은 "다치카와 단층군"의 지진 확률을 분석하고 있다. 2021년 1월 1일 기준 30년 내에는 발생 확률이 0.5-2% 정도이며, 50년 내 발생 확률은 0.8-4%, 100년 내 발생 확률은 2-7%라고 추정하였다.
| 구역            | 지진 종류                | 2022년 1월 1일 기준 | 2022년 1월 1일 기준 |
| 구역            | 지진 종류                | 규모(M)             | 30년 내 발생 확률   |
| --------------- | ------------------------ | ------------------- | ------------------- |
| 다치카와 단층대 | 직하형지진 주요 활단층대 | M7.4 정도           | 0.5 - 2%            |

## 지진 발생 분석
일본 문부과학성, 지진조사연구추진본부, 도쿄도 등 단층을 연구하는 여러 일본 내 기관은 서로 다른 분석을 하고 있다.
- 일본 정부는 가장 최근의 지진이 13,000-20,000년 전에 있었으며 평균 지진 간격은 10,000-15,000년으로 추정하며 최대 규모는 M7.4로 추정하고 있다.[8][6]
- 도쿄도는 가장 최근의 지진이 1,400년 전에 있었으며 평균 지진 간격은 5,000년, 예상 최대 규모는 M7.1-7.3으로 보고 있다. 지진 발생 시 예상 사망자수는 6,300명으로 추정하고 있다.[9]
- 이 외에 미야시타 교수 등은 도쿄도 미즈호정의 하코네가사키 습곡 조사에서 약 13,650년 전의 지층을 발견하고 약 12,940년 전 지층이 덮여 묻혔기 때문에 그 사이 이 지역의 단위변위량은 2.6m라고 추정하였다.[10]

2019년 기준 일본 지진조사연구추진본부는 가장 최근의 지진이 13,000-20,000년 전에 있었으며 평균 지진 간격은 10,000-15,000년으로 추정하고 있다. 최대 지진 규모는 M7.4 정도라고 추정하고 있다. 다만 2011년 일어난 도호쿠 지방 태평양 해역 지진 이후 다치카와 단층군이 전체적으로 지진 발생 확률이 더 높아질 수 있다고 경고하였다.

## 같이 보기
- 미나미칸토 직하지진